# Sülalkatúak
A sülalkatúak (Hystricomorpha) az emlősök (Mammalia) osztályába és a rágcsálók (Rodentia) rendjébe tartozó alrend.

## Rendszerezés
Az alrendbe az alábbi 19 család és 322 recens faj tartozik:
- Ctenodactylomorphi Chaline & Mein, 1979 - alrendág
  - gundifélék vagy fésűsujjúpatkány-félék (Ctenodactylidae) Gervais, 1853 – 5 faj
- Hystricognathi Brandt, 1855 - alrendág
  - Bizonytalan helyzetű család a Hystricognathi alrendágon belül
    - gyalogsülfélék (Hystricidae) G. Fischer, 1817 – 11 faj

  - Phiomorpha - részalrend
    - turkálófélék (Bathyergidae) Waterhouse, 1841 – 27 faj
    - sziklapatkányfélék (Petromuridae) Wood, 1955 – 1 faj
    - nádipatkányfélék (Thryonomyidae) Pocock, 1922 – 2 faj

  - Caviomorpha Wood & Patterson, 1955 - részalrend, amely az amerikai sülcsaládokat foglalja magába
    - kúszósülfélék (Erethizontidae) Bonaparte, 1845 – 20 faj
    - csincsillafélék (Chinchillidae) Bennett, 1833 – 8 faj
    - pakaránafélék (Dinomyidae) Peters, 1873 – 1 faj
    - tengerimalacfélék (Caviidae) Fischer de Waldheim, 1817 – 19 faj
    - agutifélék (Dasyproctidae) Bonaparte, 1838 – 13 faj
    - pakafélék (Cuniculidae, korábban Agoutidae) Miller & Gidley, 1918 – 2 faj
    - tukók (Ctenomyidae) Lesson, 1842 – 68 faj
    - csalitpatkányfélék (Octodontidae) Waterhouse, 1840 – 13 faj
    - csincsillapatkány-félék (Abrocomidae) Miller & Gidley, 1918 – 10 faj
    - tüskéspatkányfélék (Echimyidae) Gray, 1825 – 95 faj
    - nutriafélék (Myocastoridae) Ameghino, 1904 – 1 faj
    - hutiák vagy kúszópatkányfélék (Capromyidae) Smith, 1842 – 20 faj
    - †Heptaxodontidae Anthony, 1917 – 5 faj
- Bizonytalan helyzetű család a sülalkatúak alrendjén belül
  - Diatomyidae Mein & Ginsburg, 1997 – 1 faj

A legtöbb rendszerező a kapibarafélék (Hydrochaeridae) családját a tengerimalacfélék (Caviidae) egyik alcsaládjának tekinti.